# Open 13
Az Open 13 minden év februárjában megrendezett tenisztorna férfiak számára Marseille-ben.
Az ATP 250 Series tornák közé tartozik, összdíjazása 718 810 €. A versenyen 32-en vehetnek részt.
A mérkőzéseket fedett, kemény borítású pályákon játsszák, 1993 óta.

## Győztesek

### Egyéni
| Év   | Győztes               | Ellenfél a döntőben   | Eredmény a döntőben |
| ---- | --------------------- | --------------------- | ------------------- |
| 2018 | Karen Hacsanov        | Lucas Pouille         | 7-5, 3-6, 7-5       |
| 2017 | Jo-Wilfried Tsonga    | Lucas Pouille         | 6-4, 6-4            |
| 2016 | Nick Kyrgios          | Marin Čilić           | 6-2, 7-6(3)         |
| 2015 | Gilles Simon          | Gaël Monfils          | 6-4, 1–6, 7-6(4)    |
| 2014 | Ernests Gulbis        | Jo-Wilfried Tsonga    | 7-6(5), 6–4         |
| 2013 | Jo-Wilfried Tsonga    | Tomáš Berdych         | 3-6, 7–6(6), 6-4    |
| 2012 | Juan Martín del Potro | Michaël Llodra        | 6-4, 6-4            |
| 2011 | Robin Söderling       | Marin Čilić           | 6-7(8), 6-3, 6-3    |
| 2010 | Michaël Llodra        | Julien Benneteau      | 6-3, 6-4            |
| 2009 | Jo-Wilfried Tsonga    | Michaël Llodra        | 7–5, 7–6(3)         |
| 2008 | Andy Murray           | Mario Ančić           | 6-3 6-4             |
| 2007 | Gilles Simon          | Márkosz Pagdatísz     | 6-4 7-6             |
| 2006 | Arnaud Clément        | Mario Ančić           | 6-4, 6-2            |
| 2005 | Joachim Johansson     | Ivan Ljubičić         | 7-5, 6-4            |
| 2004 | Dominik Hrbatý        | Robin Söderling       | 4-6, 6-4, 6-4       |
| 2003 | Roger Federer         | Jonas Björkman        | 6-2, 7-6            |
| 2002 | Thomas Enqvist        | Nicolas Escudé        | 6-7, 6-3, 6-1       |
| 2001 | Jevgenyij Kafelnyikov | Sébastien Grosjean    | 7-6, 6-2            |
| 2000 | Marc Rosset           | Roger Federer         | 2-6, 6-3, 7-6       |
| 1999 | Fabrice Santoro       | Arnaud Clément        | 6-3, 4-6, 6-4       |
| 1998 | Thomas Enqvist        | Jevgenyij Kafelnyikov | 6-4, 6-1            |
| 1997 | Thomas Enqvist        | Marcelo Ríos          | 6-4, 1-0 feladta    |
| 1996 | Guy Forget            | Cédric Pioline        | 7-5, 6-4            |
| 1995 | Boris Becker          | Daniel Vacek          | 6-7, 6-4, 7-5       |
| 1994 | Marc Rosset           | Arnaud Boetsch        | 7-6, 7-6            |
| 1993 | Marc Rosset           | Jan Siemerink         | 6-2, 7-6            |

### Páros
| Év   | Győztes                                   | Ellenfél a döntőben                       | Eredmény a döntőben  |
| ---- | ----------------------------------------- | ----------------------------------------- | -------------------- |
| 2015 | Marin Draganja / Henri Kontinen           | Colin Fleming / Jonathan Marray           | 6-4, 3–6, [10-8]     |
| 2014 | Julien Benneteau / Édouard Roger-Vasselin | Paul Hanley / Jonathan Marray             | 4-6, 7–6(6), [13-11] |
| 2013 | Rohan Bopanna / Colin Fleming             | Iszámul-Hak Kuraisi / Jean-Julien Rojer   | 6-4, 7–6(3)          |
| 2012 | Nicolas Mahut / Édouard Roger-Vasselin    | Dustin Brown / Jo-Wilfried Tsonga         | 3-6, 6-3, [10-6]     |
| 2011 | Robin Haase / Ken Skupski                 | Julien Benneteau / Jo-Wilfried Tsonga     | 6-3, 6-7(4), [13-11] |
| 2010 | Michaël Llodra / Julien Benneteau         | Julian Knowle / Robert Lindstedt          | 6-4, 6-3             |
| 2009 | Arnaud Clément / Michaël Llodra           | Julian Knowle / Andi Rám                  | 3–6, 6–3, [10–8]     |
| 2008 | Martin Damm / Pavel Vízner                | Yves Allegro / Jeff Coetzee               | 7–6(0), 7–5          |
| 2007 | Arnaud Clément / Michaël Llodra           | Mark Knowles / Daniel Nestor              | 7–5, 4–6, [10–8]     |
| 2006 | Martin Damm / Radek Štěpánek              | Mark Knowles / Daniel Nestor              | 6–2, 6–7(4), [10–3]  |
| 2005 | Martin Damm / Radek Štěpánek              | Mark Knowles / Daniel Nestor              | 7–6(4), 7–6(5)       |
| 2004 | Mark Knowles / Daniel Nestor              | Martin Damm / Cyril Suk                   | 7–5, 6–3             |
| 2003 | Sébastien Grosjean / Fabrice Santoro      | Tomáš Cibulec / Pavel Vízner              | 6–1, 6–4             |
| 2002 | Arnaud Clément / Nicolas Escudé           | Julien Boutter / Makszim Mirni            | 6–4, 6–3             |
| 2001 | Julien Boutter / Fabrice Santoro          | Michael Hill / Jeff Tarango               | 7–6(7), 7–5          |
| 2000 | Simon Aspelin / Johan Landsberg           | Juan Ignacio Carrasco / Jairo Velasco Jr. | 7–6(2), 6–4          |
| 1999 | Makszim Mirni / Andrei Olhovskiy          | David Adams / Pavel Vízner                | 7–5, 7–6(7)          |
| 1998 | Donald Johnson / Francisco Montana        | Mark Keil / T.J. Middleton                | 6–4, 3–6, 6–3        |
| 1997 | Thomas Enqvist / Magnus Larsson           | Olivier Delaître / Fabrice Santoro        | 6–3, 6–4             |
| 1996 | Jean-Philippe Fleurian / Guillaume Raoux  | Marius Barnard / Peter Nyborg             | 6–3 6–2              |
| 1995 | David Adams / Andrei Olhovskiy            | Jean-Philippe Fleurian / Rodolphe Gilbert | 6–1, 6–4             |
| 1994 | Jan Siemerink / Daniel Vacek              | Martin Damm / Jevgenyij Kafelnyikov       | 6–7, 6–4, 6–1        |
| 1993 | Arnaud Boetsch / Olivier Delaître         | Ivan Lendl / Christo Van Rensburg         | 6–3, 7–6             |

## Külső hivatkozások
- Hivatalos oldal